# Хаггинстаун
Хаггинстаун (англ. Hugginstown; ирл. Baile Hugúin) — деревня в Ирландии, находится в графстве Килкенни (провинция Ленстер).